# Tour dei British and Irish Lions 1927
Nel 1927, una selezione britannica, formata principalmente da giocatori inglesi e scozzesi si recò in Argentina per alcuni incontri. Non fu una rappresentativa ufficiale, ma il tour viene considerato tra i tour dei British and Irish Lions.
Il tour vede la disputa di nove facili incontri, di cui 4 test match riconosciuti dall'Unión de Rugby del Río de la Plata (oggi federazione argentina) come test ufficiali.
La squadra riuscì nell'impresa di non subire mete in tutti gli incontri.
Il tour venne concordato nel corso del 1926, come descritto nella relazione sociale dell'Unión de Rugby del Río de la Plata

## La squadra

### Giocatori
| Avanti            | Avanti             | Avanti          |
| Giocatore         | Ruolo              | Squadra         |
| ----------------- | ------------------ | --------------- |
| Arthur Allen      | Pilone             |                 |
| Granville Coghlan | Seconda linea      |                 |
| Eric Coley        | Terza linea ala    |                 |
| Jimmy Farrell     | Seconda linea      |                 |
| Tom Gubb          | Seconda linea      |                 |
| Douglas Law       | Tallonatore        |                 |
| David MacMyn      | Terza linea centro | London Scottish |
| George McIlwaine  | Terza linea ala    | Univ. di Oxford |
| Charles Payne     | Pilone             |                 |
| Theodore Pike     | Terza linea ala    |                 |
| Donald Troup      | Seconda linea      |                 |
| Roger Wakefield   | Terza linea        |                 |

| Tre quarti             | Tre quarti         | Tre quarti         |
| Giocatore              | Ruolo              | Squadra            |
| ---------------------- | ------------------ | ------------------ |
| Carl Aarvold           | Tre quarti centro  | Univ. di Cambridge |
| Peter Douty            | Mediano di mischia |                    |
| Arthur Hamilton Smythe | Tre quarti centro  |                    |
| Ernie Hammett          | Tre quarti centro  |                    |
| Robert Kelly           | Tre quarti ala     |                    |
| John Malfroy           | Tre quarti ala     |                    |
| Wilf Sobey             | Mediano di mischia |                    |
| Roger Spong            | Mediano d'apertura |                    |
| Edward Taylor          |                    |                    |
| Jack Wallens           | Estremo            |                    |
| Guy Wilson             | Tre quarti ala     |                    |

## Risultati
Sistema di punteggio: meta = 3 punti, Trasformazione=2 punti .Punizione e calcio da mark=  3 punti. drop = 4 punti. 
| Buenos Aires 24 luglio 1927 | Anglo-Argentinos | 0 – 27 | British Lions XV |  |

| San Isidro 27 luglio 1927 | CASI | 0 – 14 | Gran Bretagna XV |  |

| Buenos Aires 31 luglio 1927 | Argentina | 0 – 37                                                                                                 | Gran Bretagna XV | estadio General Belgrano |
| \| \| \| \| \| \| Marcatori \| mete: Aarvold, Hammett Kelly, MacMyn Payne, Spong Wilson 2 trasf.: Hammett 3 c.p.: Hammett Drop: Spong \| |           | |                  |                          |
| |           | |                  |                          |
| | Marcatori | mete: Aarvold, Hammett Kelly, MacMyn Payne, Spong Wilson 2 trasf.: Hammett 3 c.p.: Hammett Drop: Spong |                  |                          |

| Buenos Aires 3 agosto 1927 | Gymnasia y CUBA | 0 – 24 | Gran Bretagna XV |  |

| Buenos Aires 7 agosto 1927 | Argentina | 0 – 46                                                                                  | Gran Bretagna XV |  |
| \| \| \| \| \| mete: trasf.: c.p.: Drop: \| Marcatori \| mete: Aarvold 4, Kelly 2 McIlwaine, MacMyn Payne, Spong trasf.: Hammett 6 Drop: Hammett \| |           |                                                                                         |                  |  |
| |           |                                                                                         |                  |  |
| mete: trasf.: c.p.: Drop: | Marcatori | mete: Aarvold 4, Kelly 2 McIlwaine, MacMyn Payne, Spong trasf.: Hammett 6 Drop: Hammett |                  |  |

| Buenos Aires 10 agosto 1927 | Belgrano y Buenos Aires | 3 – 44 | Gran Bretagna XV |  |

| Buenos Aires 14 agosto 1927 | Argentina | 3 – 34                                                                            | Gran Bretagna XV | estadio General Belgrano |
| \| \| \| \| \| goal da mark: Torino \| Marcatori \| mete: Douty, Hamilton-Smythe 2 McIlwaine, Taylor 3 trasf.: Hammett 5 c.p.:Hammett \| |           |                                                                                   |                  |                          |
| |           |                                                                                   |                  |                          |
| goal da mark: Torino | Marcatori | mete: Douty, Hamilton-Smythe 2 McIlwaine, Taylor 3 trasf.: Hammett 5 c.p.:Hammett |                  |                          |

| Buenos Aires 15 agosto 1927 | Combinado Clubes | 3 – 29 | Gran Bretagna XV |  |

| Buenos Aires 21 agosto 1927                                                                                               | Argentina | 0 – 43                                                                                  | Gran Bretagna XV | estadio General Belgrano |
| \| \| \| \| \| \| Marcatori \| mete:Aarvold 3, Coghlan Kelly 2, McIlwaine MacMyn, Sobey Spong, Wilson trasf.: Wilson 5 \| |           |                                                                                         |                  |                          |
| |           |                                                                                         |                  |                          |
| | Marcatori | mete:Aarvold 3, Coghlan Kelly 2, McIlwaine MacMyn, Sobey Spong, Wilson trasf.: Wilson 5 |                  |                          |